# Код-шеринг

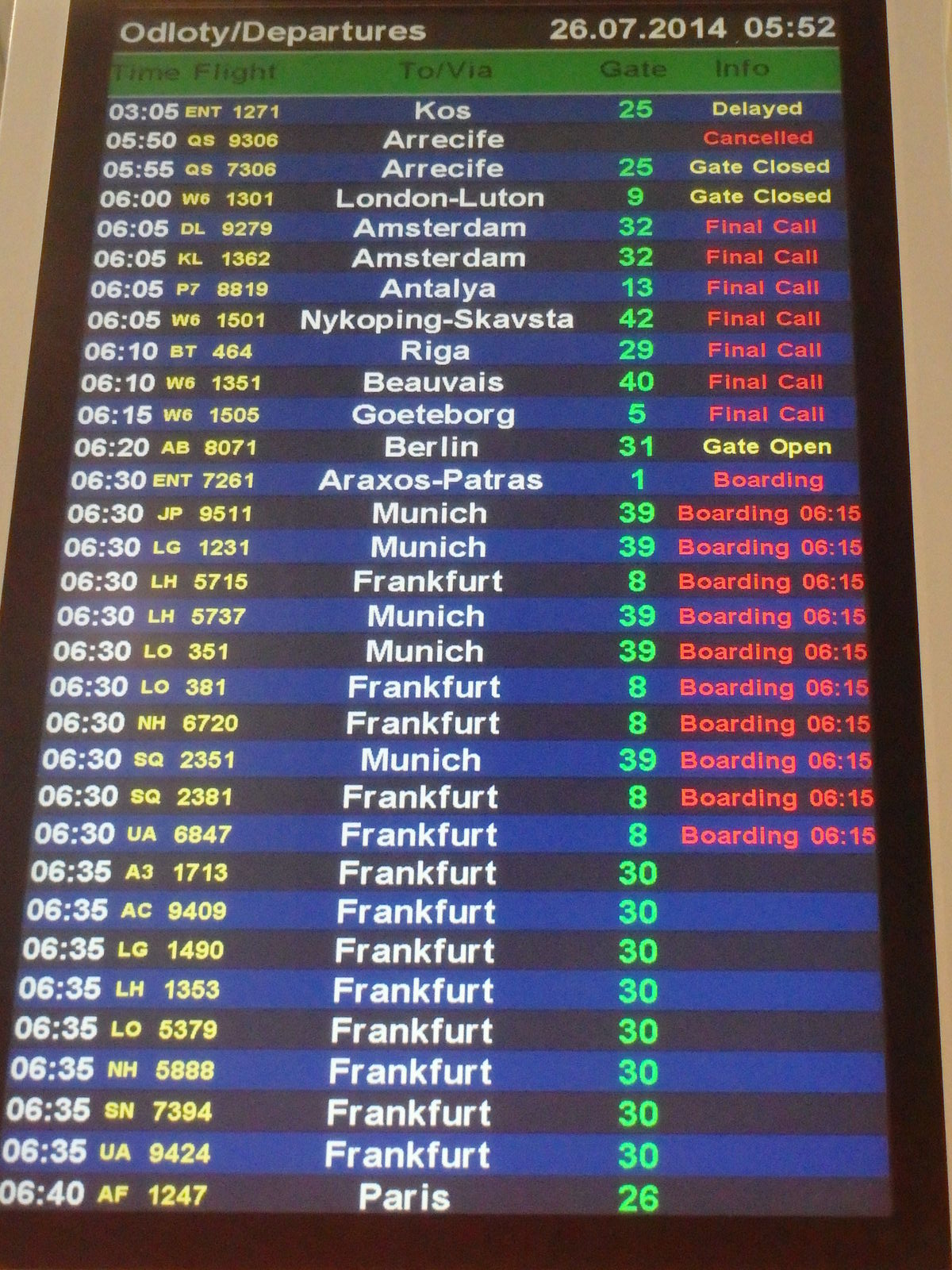
Рейсы с код-шерингом на табло в аэропорту Варшавы

Код-шеринг (англ. Codeshare agreement) — соглашение о совместной коммерческой эксплуатации авиарейса двумя и более авиакомпаниями, одна из которых является оператором (то есть исполняет полеты по этому рейсу и продает билеты на эти рейсы от своего имени), а остальные — маркетинговыми партнерами (то есть продают билеты на рейс компании-оператора от своего имени). Рейс компании-оператора при этом может либо обозначаться обычным образом (с указанием в номере рейса только компании-оператора), либо использовать обозначение совместным двойным кодом сторон (код авиакомпании-оператора/код авиакомпании-партнера). Рейсы компаний-партнеров всегда обозначаются двойным кодом (код авиакомпании-оператора/код авиакомпании-партнера).